# ديميرفال لاباو
ديميرفال لاباو بلدية في ولاية بياوي في المنطقة الشمالية الشرقية من البرازيل.